# 泰爾尼夫卡 (別爾沙季區)
48°32′25″N 29°58′4″E / 48.54028°N 29.96778°E
泰爾尼夫卡是位於烏克蘭西南部文尼察州裏海辛區的村莊，始建於1700年，面積42.9平方公里，海拔高度209米，2001年人口1,395，人口密度每平方公里32.52人。